# 미유키촌 (사이타마현)
미유키촌(行幸村)은 사이타마현 기타카쓰시카군에 존재했던 촌이다. 현재의 삿테시 북부에 해당한다.

## 역사
- 1889년 4월 1일 - 정촌제 시행에 의해 기타카쓰시카군 미유키촌이 성립하였다.
- 1954년 11월 3일 - 삿테정, 가미타카노촌, 곤겐도가와촌, 요시다촌과 합병해, 새로운 삿테정이 성립하여, 동일 미유키촌은 폐지되었다.

## 교통

### 철도
- 도부 닛코선 ((1929년에 개업) 마을 지역을 통과하고 있지만 역은 존재하지 않았다.)

### 도로
- 닛코 가도

## 참고문헌
- 大日本篤農家名鑑編纂所編『大日本篤農家名鑑』大日本篤農家名鑑編纂所、1910年。
- 織田正誠編『貴族院多額納税者名鑑』太洋堂出版部、1926年。
- 人事興信所編『人事興信録 第13版上』人事興信所、1941年。
- 『埼玉振興史 郷土篇』埼玉評論社、1941年。